# Midila daphne
Midila daphne is een vlinder uit de familie van de grasmotten (Crambidae). De wetenschappelijke naam van de soort is voor het eerst gepubliceerd in 1895 door Herbert Druce.

## Verspreiding
De soort komt voor in Mexico, Honduras, Costa Rica en Colombia.

## Ondersoorten
- Midila daphne daphne (Druce, 1895)
- Midila daphne minor (Munroe, 1970) (Colombia)